# The Oath of Conchita
The Oath of Conchita è un cortometraggio muto del 1913 diretto da Frank E. Montgomery.

## Produzione
Il film fu prodotto dalla Nestor Film Company.

## Distribuzione
Distribuito dall'Universal Film Manufacturing Company, il film - un cortometraggio in due bobine - uscì nelle sale cinematografiche USA il 1º settembre 1913.